# No Direction number 1
|  | Denne artikel er oprettet af botten Steenthbot ud fra en ekstern database. Den kan derfor have sproglige fejl eller mangler. Denne skabelon kan fjernes efter kontrol af indholdet. |

No Direction #1 er den korrekte titel på denne artikel. Titlen vises forkert på grund af tekniske begrænsninger.
No Direction #1 er en dansk eksperimentalfilm fra 2005 instrueret af Catherine Kunze.

## Handling
Altid på en rejse, men hvornår kommer man frem?